# Anomalosiphum essigi
Anomalosiphum essigi är en insektsart som beskrevs av Quednau och Martin 2006. Anomalosiphum essigi ingår i släktet Anomalosiphum och familjen långrörsbladlöss. Inga underarter finns listade i Catalogue of Life.